# برایگاو-هخشوارتسوالد
برایگاو-هخشوارتسوالد {{آلمانی|Landkreis Breisgau-Hochschwarzwald) منطقه‌ای روستایی در آلمان است که در فرایبورگ واقع شده‌است.

## خصوصیات
برایگاو-هخشوارتسوالد ۲۴۳٬۰۴۳ نفر جمعیت دارد.